# كارول إيستمان
كارول إيستمان (بالإنجليزية: Carole Eastman)‏ هي كاتبة سيناريو وممثلة أمريكية، ولدت في 19 فبراير 1934 بغلينديل في الولايات المتحدة، وتوفيت في 13 فبراير 2004 بلوس أنجلوس في الولايات المتحدة.

## أعمال

### أفلام
- (1957) وجه مضحك
- (1970) خمس قطع سهلة

## ترشيحات
- جائزة الأوسكار لأفضل كتابة، عن عمل: خمس قطع سهلة

## وصلات خارجية
- كارول إيستمان على موقع IMDb (الإنجليزية)
- كارول إيستمان على موقع ألو سيني (الفرنسية)
- كارول إيستمان على موقع أول موفي (الإنجليزية)
- كارول إيستمان على موقع قاعدة بيانات الأفلام السويدية (السويدية)
- كارول إيستمان على موقع قاعدة بيانات الفيلم (الإنجليزية)
- كارول إيستمان على موقع كينوبويسك (الروسية)